# Arripis georgianus
Arripis georgianus är en fiskart som först beskrevs av Valenciennes, 1831.  Arripis georgianus ingår i släktet Arripis och familjen Arripidae. Inga underarter finns listade i Catalogue of Life.